# Okres Ťin-men
Okres Ťin-men (anglicky Kinmen nebo Quemoy, znaky 金門縣, pchin-jin Jīnmén xiàn, tchajwansky Kim-mn̂g-kōan) je okres Tchaj-wanu, tvořený stejnojmenným souostrovím, které se nachází těsně před pobřežím Čínské lidové republiky, ve vzdálenosti 10 km od města Sia-men. Správní centrum se nachází ve městě Ťin-čcheng. Administrativně tvoří jeden ze dvou okresů bývalé provincie Fu-ťien.
Krom historické architektury a vojenských monumentů je Ťin-men znám pro svůj alkoholický nápoj z čiroku zvaný Kaoliang (高粱酒).
Nad souostrovím se také rozkládá jeden z devíti tchajwanských národních parků, národní park Kinmen.

## Historie
Na rozdíl od většiny území dnešního Tchaj-wanu nebyl Ťin-men součástí japonské kolonie Tchaj-wan (1895 - 1945), ale náležel Čínské republice, s výjimkou období 1937 až 1945, kdy byl přímo okupován Japonskem v druhé čínsko-japonské válce.
Znovu se Ťin-men stal dějištěm bitev ke konci čínské občanské války v roce 1949 mezi komunisty a ustupující vládou Čínské republiky, která ostrovy dokázala obhájit. Konflikt následoval v roce 1955, kdy souostroví bylo zasaženo ostřelováním ze strany ČLR v první krizi v Tchajwanské úžině a v roce 1958 v druhé krizi v Tchajwanské úžině.
Po demokratizaci Tchaj-wanu došlo v roce 1992 k demilitarizaci většiny ostrovů a následném otevření turistům. Souostroví si dodnes nárokuje Čína.

## Doprava
Letecky je souostroví propojeno se zbytkem Tchaj-wanu skrze letiště Ťin-men, ležící na největším ostrově stejnojmenného souostroví. Od roku 2022 jsou dva největší ostrovy Ťin-men a Lie-jü propojeny silničním mostem o délce 5,4 km.